# Parque ecológico de Loreto y Peña Pobre
El Parque Ecológico de Loreto y Peña Pobre se encuentra en la que fue considerada parte de la primera fábrica de papel del México independiente en el siglo XIX y que, después de una historia de altibajos, fue constituida como la Fábrica de Papel Loreto y Peña Pobre en 1928, a manos de Alberto Lenz y continuó con sus actividades hasta los años ochenta.
El Parque Ecológico de Loreto y Peña Pobre se ubica en la esquina de Insurgentes Sur y San Fernando, cerca del centro de Tlalpan y del Sitio Arqueológico de Cuicuilco, un lugar con una historia muy antigua en donde hubo una civilización previa a Tenochtitlan y que quedó sepultada bajo la lava del volcán Xitle. 
A principios del siglo XX se estableció en el lugar la familia Lenz, de origen alemán, quienes Inauguraron la primera productora de papel en el Valle de México, la fábrica de “Loreto y Peña Pobre”. La fábrica se mantuvo operando desde 1928 hasta 1987, cuando fue cerrada como consecuencia de las protestas de grupos ambientalistas, los cuales denunciaban la fuerte contaminación que la fábrica producía. Actualmente, además del Parque Ecológico Peña Pobre, el centro comercial Plaza Cuicuilco también es un vestigio de lo que fue la fábrica, pues se conservan algunas de las partes originales de la misma. Previo a la inauguración de la plaza también hubo algunas protestas por grupos que defendían el valor histórico de la pirámide de Cuicuilco.
Debido a que este parque se creó como respuesta a objeciones ambientalistas, desde sus inicios ha contado con el apoyo de la sociedad civil. El parque Peña Pobre tiene como fundamento un proyecto ecológico y cultural que incluye actividades didácticas. El objetivo es promover la cultura de las distintas ecotecnias y formas de la naturaleza de la zona. Otra característica de este parque es el césped que constituye casi todas su áreas verdes. Es decir, a diferencia de otros parques, en los que las áreas verdes suelen ser profusas en arbustos y árboles de varios tipos, en Loreto y Peña Pobre el césped ocupa una gran extensión con algunos árboles, fresnos en su mayoría, que hacen las veces de marco. Esto le confiere al espacio un carácter único en la Ciudad de México, donde las superposiciones de adornos es tan común, invitando a la tranquilidad. Por último, en el parque podemos encontrar elementos arquitectónicos de lo que alguna vez fue parte de la fábrica de papel, y que han sido restaurados para su integración armónica en el contexto actual. (Principalmente en las áreas comercial y educativa). En la zona comercial del parque hay tiendas de productos orgánicos, panaderías, cafés y restaurantes que dan directamente a la extensa área verde antes señalada. "En sus 21,000 metros cuadrados se han establecido, además de las reconfortantes áreas verdes como parte de un programa educativo-ecológico permanente, una librería especializada en temas ecológicos, una granja integral de auto consumo, un invernadero". Entre los locales comerciales destaca un taller infantil en el que los pequeños pueden aprender a crear manualidades al mismo tiempo que adquieren conocimientos sobre ecología.